# Aria the Scarlet Ammo
Aria the Scarlet Ammo (яп. 緋弾のアリア, Хідан но Аріа, укр. «Арія на прізвище Червона Куля») — японська серія лайт-новел Тоґаку Акамацу з ілюстраціями художника Кобуїчі. Видається видавництвом Media Factory під лейблом MF Bunko J. Адаптація манґи з ілюстраціями Йошіно Койока почала виходити в сейнен-журналі Monthly Comic Alive з 26 вересня 2009 року. Виробництво аніме-серіалу на основі лайт-новел оголошено 19 квітні 2010. Аніме-серіал виходив з 15 квітня по 1 липня 2011 року. OVA був випущений 21 грудня 2011 року. Спін-оф серіалу на основі манґи, під назвою Aria the Scarlet Ammo AA (яп. 緋弾のアリアAA, Хідан но Аріа AA, укр. «Арія на прізвище Червона Куля: Подвійне А»), показували з 6 жовтня по 22 грудня 2015 року.

## Синопсис
Для боротьби зі злочинністю у світі була створена спеціальна школа приватних детективів «Бутей», де навчають володіти різними видами зброї та захопленню злочинців.
Кінджі Тояма вирішує покинути школу через особисті причини, але на нього нападає убивця бутеїв, його жертвами вже стали кілька студентів. У цей важкий момент йому на допомогу приходить Арія Кандзакі. Із цього часу майбутнє юнака різко змінюється.

## Персонажі
Кінджі Тояма (яп. 遠山 キンジ, То:яма Кінджі)
Сейю: Джюнджі Маджіма
Головний герой історії студент Токійської середньої школи «Бутей». Він має ранг Е (найнижчий бойовий ранг) у зв'язку з пропуском останнього екзамену. Коли Кінджі сексуально збуджується, то переходить в особливий стан, відомий як «Істерія», у якому його когнітивні та фізичні здібності збільшуються в 30 разів від нормального стану, що дозволяє йому здійснювати неймовірні вчинки (наприклад, прицільно стріляти у ворога, увертатися від ворожих куль, розмахувати ножем на надзвуковій швидкості). «Істерія» — це генетична ознака, якою володіють всі члени родини Тояма, і заявляють, що це високо розвинений природний чоловічий інстинкт для захисту жінок. Таким чином, коли настає «Істерія», то Кінджі не може нашкодити жінкам, хоча може їх здержувати, не наносячи шкоди. І це є його слабкість. Кінджі не цікавиться дівчатами, але у цьому стані він турбується про них, спокушаючи їх цим. Юнак вступив у відділ «Інквеста», хоча в минулому був вундеркіндом (маючи ранг S). Згодом він починає поважати Арію та навіть відчувати романтичні почуття до неї.
Він має пістолет Beretta 92F (незаконно модифікований, щоб стріляти по три постріли поспіль, також називається як Beretta Kinji). Він також володіє ножем-метеликом. У 6-у томі отримує батьківський чорний Desert Eagle Mark XIX (також модифікований для напівавтоматичної та автоматичної стрільби), який належав його батькову, та двосічний сакс (змінений з прихованою оболонкою та посиленою гумовою ручкою), який належав Шерлоку Холмсу.
Арія Холмс Кандзакі (яп. 神崎・H・アリア, Кандзакі Еччі Аріа)
Сейю: Ріє Куґімія
Студентка по обміну школи Бутей. Вона елітний студент S-ранга відділу «Штурм», до якого хоче долучити й Кінджі після їх зустрічі. Арія уміє володіти двома пістолетами та двома мечами одночасно, отримавши за це кличку «Квадра». Для своїх 16 років дуже сильна, гнучка та розумна. Має низкий зріст, 142 см, для її віку. Її основна зброя два пістолети M1911 (також відомий як Colt Government) та два японських меча, відомі як Кодачі. «Х» у середині імені означає «Холмс», так як вона нащадок самого Шерлока Холмса. Її повне ім'я Арія Холмс Кандзакі IV. Мати Арії — японка по імені Канае (яку звинувачують у вбивству бутея), а батько — британець. Її бабуся член Британської Королівської сім'ї, яка отримала назву «дама». Крім того, вона має почуття до Кінджі, але показує інакше, ніж інші люди.
Шіраюкі Хотоґі (яп. 星伽 白雪, Хотоґі Шіраюкі)
Сейю: Мікако Такахаші
Студентка середньої школи Бутей і друг дитинства Кінджі, має рангу А. Вступила в спеціальний відділ школи відомий як «SSR». Вона голова студентської ради та різних клубів (таких як: ремісничого, садівничого та дівочого волейбольного клуба). Шіраюкі ямато надешіко для Кінджі, за винятком одного недоліку — ревнощів, які перетворюють її в берсеркера для тих дівчат, які наближаються до Кінджі. Коли вона дізналася, що Арія живе разом з Кінджі, то вона намагалася її вбити. Шіраюкі так кохає Кінджі, що зробить будь-що для нього. Дівчина використовує японський меч, відомий як Ірокаме Аяме. Відомо, що ім'я Шіраюкі було псевдонімом, щоб приховати справжнє — Хіміко.
Ріко Міне (яп. 峰 理子, Міне Ріко)
Сейю: Марія Ісе
Студентка середньої школи Бутей, друг Кінджі. Вона поступила до відділу «Інквеста», хоча часто вважається найбільшою ідіоткою в класі Кінджі. Вона талановита у розвідці. Їй подобається ходити в уніформі готичного стилю Лоліти. Ріко володіє двома Walther P99 і двом ножами. Як і Арія, її кличка також «Квадра». Ближче до кінця першого тому вона показує, що є нащадком Арсена Люпена. І справжнє ім'я дівчини Ріко Міне Люпен IV. Також з'ясовується, що вона вбивця бутеїв. Студентка має комплекс неповноцінності до першого Люпена і хоче його перевершити. Її планом було зробити Арію і Кінджі партнерами, щоб створити таку саму ситуацію бою, де Шерлок має партнера Вотсона. Перемога над ними буде означати, що Ріко перевершила свого пращура, оскільки Шерлок Холмс і Арсен Люпен воювали 100 років тому й жодна сторона не стала переможцем. Також було з'ясовано чому в Ріко хоче стати кращою за Люпена. Вона була в полоні у Влада Безгрішного і недавно він пообіцяв її відпустити, але за умови, що вона перевершить пращура. План провалюється і Ріко переконує Арію та Кінджі допомогти їй, а у відповідь вона надає докази що Влад був убивцею бутеїв, а не Канае Кандзакі.
Дівчина має почуття до Кінджі, але їх не можна назвати нормальними, тому що вона завжди намагається його спокусити та кожного разу терпить невдачу, оскільки Кінджі уміє відрізняти брехню. Після перемоги над Владом, Ріко цілує Кінджі.
Ріко та Арія мають кілька спільних рис: низького зросту, статус «Квадра», мають хвостики, четверте покоління, обидві зацікавлені в Кінджі.
Рекі (яп. レキ)
Сейю: Каорі Ішіхара
Ас відділу «Бекас», бутей рангу C, справжнє ім'я невідоме. Має коротке волосся та яскраво жовті очі. Очень худощавая и маленькая, ростом лишь немного выше Арии Вона зазвичай мовчазна, байдужа та нейтрально ставиться до моди. Дівчина завжди носить помаранчеві навушники Sennheiser PMX990. Рекі, очевидно, не має багато одягу, крім кількох шкільних уніформ, які носить періодично, тому одного разу Кінджі дарує випадковий наряд. Дівчина очевидно слухає музику вітру з її Батьківщини (десь між Північною Монголією і Сибіром). Її цитата-підпис: «Я — єдина куля. Вона не має серця. Вона завжди досягає мети». Вона завжди говорить її перед тим як вистрелить у свою мішень. Рекі стріляє в будь-що радіусом 2 км, не пропускаючи нічого. Її особиста зброя — снайперська гвинтівка Драгунова з приєднаним багнет-ножем. У середині 3 тому вона приручає вовка за 5 хвилин, якого пізніше назвала Хіймакі, і навчатиме його бути бутей-собакою. З того часу Рекі живе разом з Хімакі у своїй кімнаті в гуртожитку. Кінджі до 6 тому лайт-новели був у її кімнаті лише 2 рази і зазначив, що вона дуже проста. Крім того студентка спить вертикально зі гвинтівкою в руках. Можливо, що запобігти засідки згідно зі словами Кінджі.
Вона грає другорядну роль у серіалі. Зазвичай забезпечує вогняну підтримку Кінджі та Арії, коли вони борються з близької відстані. Також дівчина показує, що знає про S.U. і стан «Істерії». Очевидно, перш ніж прибути в школу Бутей, Рекі робила «незафіксовану» роботу в Росії та Китаї, використовуючи ліцензію Бутей. Тобто, вона працювала «чистильником», убиваючи свої цілі.

### Токійська середня школа Бутей

#### Студенти
Жанна д'Арк (яп. ジャンヌ・ダルク)
Сейю: Аяко Кавасумі
Жанна д'Арк XXX (також відома як Дюрандор) має льодові здібності від I.U. Під час подій у 2-у тому вона викрадає Шіраюкі та змушує приєднатися до I.U. Жанна успішно захоплена спільними зусиллями Арії, Кінджі та Шіраюкі. Вона визнала свою провину і за умовою залишається в школі Бутей, як дворічний іноземний студент з Парижа, вступивши до відділу «Інформа». Ріко і Жанна ладнають дуже добре.
Вона є однією з людей, що знають секрет Кінджі. Характер дівчини серйозний і прохолодний. Її перший коментар про спідниці школи Бутей: «Неодружені дівчата не повинні так показувати свої ноги!» Але це поняття було зруйноване через сильний вплив Ріко на неї, і в неї з'явилася звичка збирати сукні стилю Лоліта та інші симпатичні сукні. Хоча Жанна неординарна з точки бойових навичок та краси, її здібності до малювання не вражають. Дівчина вважає себе найслабшою з усіх членів I.U., але насправді це не так.
Хіна Фума (яп. 風魔 陽菜)
Сейю: невідомо
Новачок, зареєстрована в класі 1-С. У неї темне волосся, зазвичай із «кінським хвостом». Вона носить довгий шарф навколо шиї та з'являється в традиційному одязі ніндзі. За чутками, Хіна є нащадком відомого ніндзя (мабуть, покійного Фума Котаро).
У дитинстві Кінджі та Хіна разом практикувалися в боксі. Тоді Кінджі випадково впав у стан «Істерії» та виграв у неї, як у дитини. З того часу вона почала його поважати та називати «Майстер». Щоб сплатити за навчання та проживання дівчина працює неповний робочий день, який називає «тренування».
Ґокі Муто (яп. 武藤 剛気)
Сейю: Такаюкі Кондо
Туз відділу «Лоджі». Має зріст 190 см та загостреним волоссям. Кінджі вважає, що він фанатик транспортних засобів через те що він знає про всі транспортні засоби суші, моря і повітря. Гокі може водити будь-який транспорт, від автомобіля до атомного підводного човна. Його особиста зброя Colt Python, використовує кулі калібру .357 magnum.
Ріо Шірануї (яп. 不知火 亮)
Сейю: Такуя Еґучі
Красивий і популярний хлопець. Зареєстрований у відділу «Напад», у тому класі де Кінджі. Його ранг А. Має здібності у боротьбі голими руками, з ножем та пістолетом, Використовує зброю Mk. 23 Mod0 з лазерною установкою. Крім, того, він дуже рідкісна ввічлива людина в школі Бутей. Ріо є близьким другом Кінджі.
Айя Хіраґа (яп. 平賀 文)
Сейю: невідомо
Геній відділу «Амдо». До неї звертаються, щоб змінити чи поліпшити зброю (таким прикладом є пістолет Beretta 92 Кінджі). Її предок Хінаг Ґеннаї. Але всупереч її геніальності в настройках зброї, вона буває неакуратною і тому зброя може робити з несправностями. Так наприклад, пістолет Кінджі має функцію випускати три кулі одразу, але пізніше перестає працювати і замість цього випускає 2 кулі майже в той самий час.
Кінджі говорив, що її можливості повинні бути оцінені на ранг S. Але через великі витрати та велику кількість незаконних модифікацій має ранг А.
Місакі Насакорачі (яп. 中空知 美咲)
Сейю: Хісоко Канемото
Студент другого курсу відділу «Зв'язку». Вона спеціалізується в наданні зв'язку в реальному часі для бутеїв. Її інструкції завжди зрозумілі. Кінджі говорить, що у неї голос гідний диктора телекомпанії NHK. Крім того, вона володій неймовірним слухом. Однак Місакі вкрай сором'язлива і має труднощі в спілкуванні з людьми без засобів зв'язку, тому була класифікована в ранг В. Місакі сильно подружилася з Жанною.

#### Вчителі
Юторі Такамаґахара (яп. 高天原 ゆとり)
Сейю: Май Наґахара
Класний керівник класу 2-А і начальник відділу «Інквеста». Описана як «добрий учитель школи Бутей» і є, також, одним із не жорстоких вчителів.
Юмеко Цюзурі (яп. 綴 梅子)
Сейю: Масумі Асано
Класний керівник класу 2-Б і начальник відділу «Дагула». Експерт у галузі методів допиту, вона здатна отримати зізнання від найжорстокіших злочинців. Має погану звичку курити скручені вручну сигарети, навіть у присутності студентів. Володіє Glock 18.
Рембіо (яп. 蘭豹)
Учитель відділу «Напад». Дуже жорстока, за що отримала прізвисько «людина-бункер». Вона часто повторяє фрази такі як: «Іди і помри», «смерть». Кажуть, що це пов'язано з тріадами в Гонконгу.
Торі Сайонакі (яп. 蘭豹)
Сейю: Кенджі Ноджіма
Генетик, який працює неповний робочий день у відділі «Швидкої допомоги». Він закінчив інститут за кордоном. Торі, як відомо. дуже ввічливий і завжди використовує мову кейго, що дало йому велику популярність у школі Бутей.

## Список серій

### Новела
| №  | Назва | ISBN                   | Дата виходу     |
| -- | --- | ---------------------- | --------------- |
| 1  | Aria the Scarlet Ammo «緋弾のアリア» (Hidan no Aria) | ISBN 978-4-8401-2401-0 | 25 серпня 2008  |
| 2  | Aria the Scarlet Ammo II ~Blazing Diamond Dust~ «緋弾のアリアII 燃える銀氷（ダイヤモンドダスト）» (Hidan no Aria II Moeru Ginhyō)                                | ISBN 978-4-8401-2600-7 | 25 грудня 2008  |
| 3  | Aria the Scarlet Ammo III ~Honey Trap~ «(緋弾のアリアIII 蜂蜜色の罠（ハニー・トラップ）» (Hidan no Aria III Hachimitsu-iro no Wana)                              | ISBN 978-4-8401-2720-2 | 25 березня 2009 |
| 4  | Aria the Scarlet Ammo IV ~Fall of the Scarlet Ammo~ «(緋弾のアリアIV 堕ちた緋弾（スカーレット）» (Hidan no Aria IV Ochita Hidan)                                 | ISBN 978-4-8401-2873-5 | 25 серпня 2009  |
| 5  | Aria the Scarlet Ammo V ~Overture's Fine~ «(緋弾のアリアV 序曲の終止線（プレリュード・フィーネ）» (Hidan no Aria V Jokyoku no Shūshisen)                         | ISBN 978-4-8401-3126-1 | 25 грудня 2009  |
| 6  | Aria the Scarlet Ammo II ~Blazing Diamond Dust~ «緋弾のアリアII 燃える銀氷（ダイヤモンドダスト）» (Hidan no Aria II Moeru Ginhyō)                                | ISBN 978-4-8401-2600-7 | 25 грудня 2008  |
| 7  | Aria the Scarlet Ammo VII ~Waltz of Wind and Fire -Castling Turn-~ «緋弾のアリアVII 火と風の円舞（キャスリング・ターン）» (Hidan no Aria VII Hi to Kaze no Embu) | ISBN 978-4-8401-3486-6 | 25 серпня 2010  |
| 8  | Aria the Scarlet Ammo VIII ~Tornado High~ «緋弾のアリアVIII 螺旋の天空樹（トルネード・ハイ）» (Hidan no Aria VIII Rasen no Tenkūki)                              | ISBN 978-4-8401-3678-5 | 24 грудня 2010  |
| 9  | Aria the Scarlet Ammo IX ~Spark Out~ «緋弾のアリアIX 蒼き閃光（スパーク・アウト）» (Hidan no Aria IX Aoki Senkō)                                                 | ISBN 978-4-8401-3859-8 | 25 березня 2010 |
| 10 | Aria the Scarlet Ammo X ~Arcanum Duo~ «緋弾のアリアX 禁忌の双極（アルカナム・デュオ）» (Hidan no Aria X Kinki no Sōkyoku)                                        | ISBN 978-4-8401-3969-4 | 25 липня 2011   |
| 11 | Aria the Scarlet Ammo XI ~Collateral Bros~ «緋弾のアリアXI Gの血族（コラテラル・ブロス）» (Hidan no Aria XI G no Ketsuzoku)                                      | ISBN 978-4-8401-4331-8 | 22 грудня 2011  |
| 12 | Aria the Scarlet Ammo XII ~Fall Oblige~ «緋弾のアリアXII 狼狗に降る雪（フォル・オブリージュ）» (Hidan no Aria XII Ookami Inu ni furu Yuki)                       | ISBN 978-4-8401-4579-4 | 25 травня 2012  |
| 13 | Aria the Scarlet Ammo XIII ~Kowloon Reverse~ «緋弾のアリアXIII 反撃の九龍（ガウロン・リバース）» (Hidan no Aria XIII Hangeki no Kyuryu)                          | ISBN 978-4-8401-4682-1 | 24 серпня 2012  |

- Ранобе «Арія на прізвище Червона Куля» було продано більше 1,9 млн. копій (станом на квітень 2011 року)[6]

### Аніме
Опенінґ: Scarlet Ballet — May'n
Ендінґ: Camellia no Hitomi — Айко Накано
| №  | Назва | Дата виходу    |
| -- | --- | -------------- |
| 1  | «Дівчина» «"La Bambina"» ("The Girl") | 14 квітня 2011 |
| 2  | «Квадро Арія» «"Kadora no Aria" (双剣双銃のアリア)» ("Aria the Quadra")                                                                              | 21 квітня 2011 |
| 3  | «Перша місія» «"Fāsuto Misshon" (ファースト・ミッション)» ("First Mission")                                                                          | 28 квітня 2011 |
| 4  | «Вбивця бутеїв» «"Butei Goroshi" (武偵殺し)» ("Butei Killer")                                                                                        | 5 травня 2011  |
| 5  | «Статут бутеїв, розділ 1» «"Butei Kenshō Ichijō" (武偵憲章１条)» ("Butei Charter, Section 1")                                                        | 12 травня 2011 |
| 6  | «Сходи в небо» «"Tengoku he No Kaidan" (天国への階段)» ("Stairway to Heaven")                                                                        | 19 травня 2011 |
| 7  | «Птах у клітці» «"Kago no Tori" (かごのとり)» ("Caged Bird")                                                                                         | 26 травня 2011 |
| 8  | «Дюрандал» «"Durandaru" (魔剣(デュランダル))» ("Durandal")                                                                                           | 2 червня 2011  |
| 9  | «Медова пастка» «"Hanito Torapu" (蜂蜜色の罠(ハニートラップ))» ("Honey Trap")                                                                        | 9 червня 2011  |
| 10 | «Спеціальне тренування» «"Tokkun" (特訓)» ("Special Training")                                                                                       | 16 червня 2011 |
| 11 | «Проникнення» «"Sennyū" (潜入)» ("Infiltration") | 30 червня 2011 |
| 12 | «Влад» «"Burado" (ブラド)» ("Vlad") | 30 червня 2011 |
| 13 | «Бутеї у весняному тренувальному таборі» «"Butei ga Kitarite Onsen Kensyū" (武偵が着たりて温泉研修)» ("Butei's Going on a Hot Spring Training Camp") | OVA            |